# Championnats d'Afrique de pétanque 2011
Navigation
Édition précédente Édition suivante
La 3e édition des Championnats d'Afrique de pétanque se déroule à Yaoundé, au Cameroun, du 1er au 5 juin 2011,,.

## Podiums
| Épreuve                 | Or                                                                               | Argent                                                     | Bronze                     |
| ----------------------- | -------------------------------------------------------------------------------- | ---------------------------------------------------------- | -------------------------- |
| Triplette senior        | Madagascar- Patrick Ramaminirina - Alain Samson Mandimby - Andry Rakotondrainibe | Maroc - Hafid Alaoui - Mohamed Ajouad - Houdaifa Bouchgour | Cameroun Côte d'Ivoire     |
| Tir de précision senior | Abdessamad Elmenkari                                                             | François N'Diaye                                           | Alain Samson Farid Hamoudi |